# Хабтом, Авет
Авет Хабтом (англ. Awet Habtom, род. 1 января 1998, Мэндэфэра) — эритрейский шоссейный велогонщик.

## Карьера
Будучи юниором, Хабтом в 2015 году стал чемпионом Эритреи в групповой гонке U19. Год спустя, в 2016, он финишировал вторым как групповой так и в индивидуальной гонках на чемпионате Эритреи в категории U19. На чемпионате мира он финишировал седьмым в индивидуальной гонке U19, победителем которой стал Брэндон Макналти.
В феврале 2017 года Хабтом сначала стал чемпион Африки в командой гонке. Двумя днями позже занял третье место в индивидуальной гонке, а через три дня восьмое в групповой гонке. Позже в том же месяце принял участие в Тропикале Амисса Бонго, где стал восьмым в итоговой классификации, выиграл горную классификацию и занял второе место в молодёжной классификации. В конце марта стал членом континентальной команды Bike Aid. В том же году в её составе принял участие на Туре Альп и Туре озера Цинхай. Завершил сезон выступлением на чемпионате мира в категории U23.
В 2018 году перешёл в континентальную команду Polartec-Kometa. В феврале принял участие в Туре Антальи, где занял второе место на одном этапе и третье в общем зачёте, уступив в обоих случаях Артёму Овечкину. Но выиграл молодёжный зачёт.
По окончании сезона 2018 года, после чемпионате мира в категории U23, завершил велосипедную карьеру.

## Достижения
2015
 Чемпион Эритреи — групповая гонка U19
2016
2-й на Чемпионат Эритреи — групповая гонка U19
2-й на Чемпионат Эритреи — индивидуальная гонка U19
7-й на Чемпионат мира — индивидуальная гонка U19
2017
 Чемпион Африки — командная гонка (вместе с Мерон Абрахам, Амануэль Гебрезгабихир и Мерон Тешоме)
 Чемпионат Африки — индивидуальная гонка U23
 Чемпионат Африки — индивидуальная гонка
2018
2-й на Чемпионат Эритреи — индивидуальная гонка U23
2-й на Чемпионат Эритреи — групповая гонка U23
3-й на Тур Антальи

## Рейтинги
| Год                 | 2017  | 2018   |
| ------------------- | ----- | ------ |
| Мировой рейтинг UCI | 506-й | 1621-й |
| Европейский тур UCI | -     | 1050-й |
| Азиатский тур UCI   | 467-й | -      |
| Африканский тур UCI | 10-й  | -      |
|                     |       |        |
| Источник: UCI       |       |        |